# Argentière

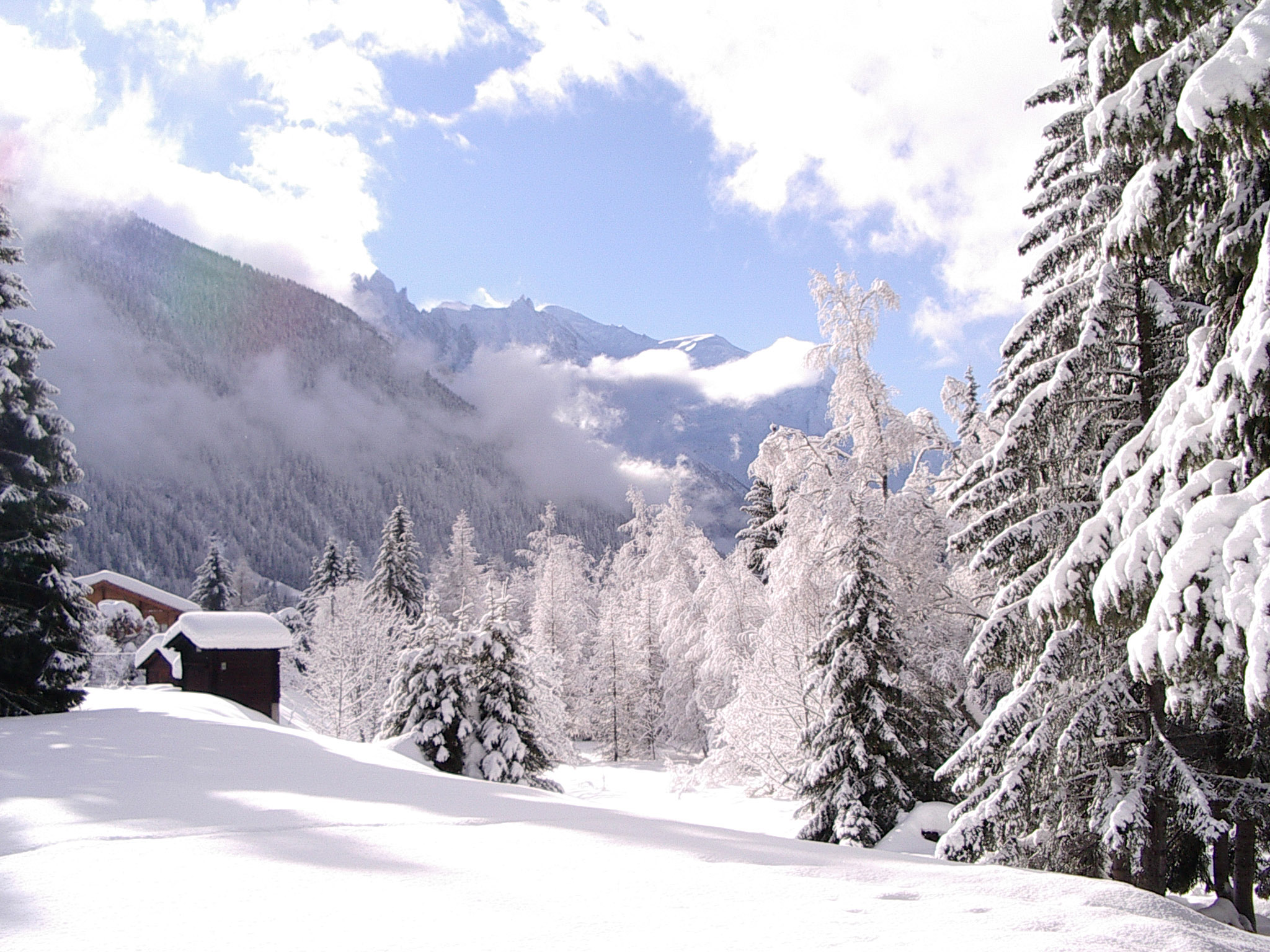
El valle de Chamonix en invierno, a la altura de Argentière.

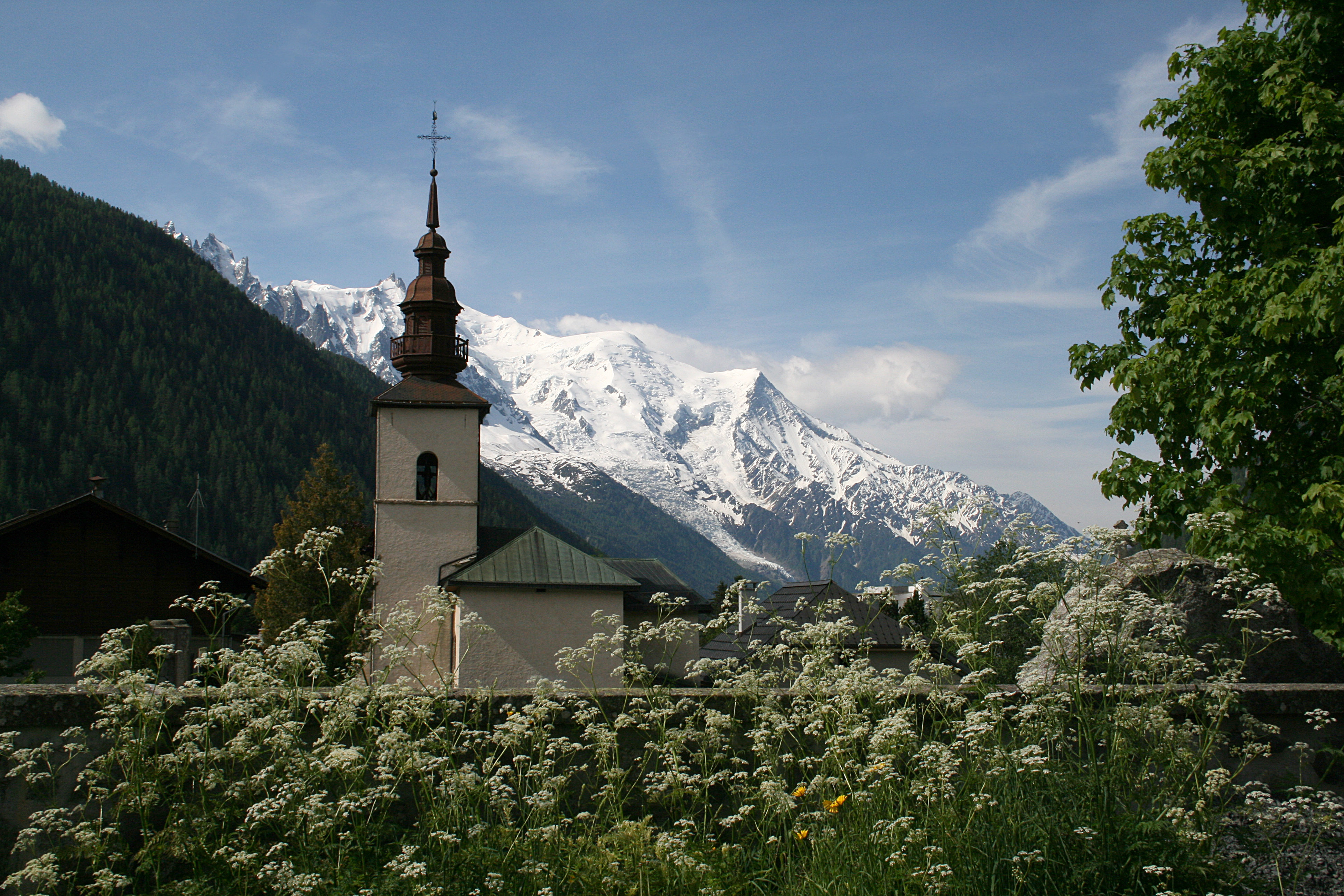
Iglesia de San Pedro, con el Mont Blanc al fondo.

Argentière es un pueblo francés del departamento de la Alta Saboya. Se encuentra a unos 1250 m s. n. m. Pertenece al municipio de Chamonix-Mont-Blanc, región de Auvernia-Ródano-Alpes.
Es una estación invernal de esquí, sobre todo en la zona de la Aiguille des Grands Montets. En verano atrae numerosos a numerosos senderistas, especialmente para el recorrido de mayor dificultad denominado Tour du Mont-Blanc, con 170 km y 10 km de desnivel total en las subidas.
Argentière está ligada al municipio de Vallorcine y a Suiza por el col des Montets donde se ubica el edificio de acogida de la reserva natural de las Aiguilles Rouges.
El glaciar de Argentière domina el pueblo. El glaciar fue el epicentro de un terremoto el 8 de septiembre de 2005, con una intensidad 4,6 en la escala de Richter.
La cima Peclerey tiene vistas al pueblo.
Argentière es, probablemente, el pueblo más relajante de los Alpes. Tiene una vista impresionante del Mont Blanc, que domina este paisaje. La puesta de sol es única, apareciendo el Mont Blanc con colores cálidos (rosa y naranja). Una vez llegada la noche, su cielo límpido permite ver millones de estrellas.

## Transporte
Argentière está comunicada por la línea Saint-Gervais - Vallorcine.
La estación del tren queda a unos 100 m del centro.
Argentière se ubica cerca de los grandes lugares de esquí como la zona de Balme (que también ocupa parte del municipio de Vallorcine) y la Vormaine, que está adaptado para los más pequeños (Le Tour). También está la zona de Lognan (Grand Montets) que tiene pistas de mayor dificultad. La duración del trayecto del pueblo a las pistas en coche oscila entre 5 y 10 minutos.

## Lugares y monumentos
- Ayuntamiento.
- Arranque del teleférico de ascenso a Grands Montets.
- Templo de madera.
- Iglesia de San Pedro de Argentière.
- Estación del tren.
- Paredes naturales para la escalada en los alrededores de pueblo.
- Cementerio, donde están enterrados alguns de los guías alpinos más importantes, como Ravanel y Devouassou.

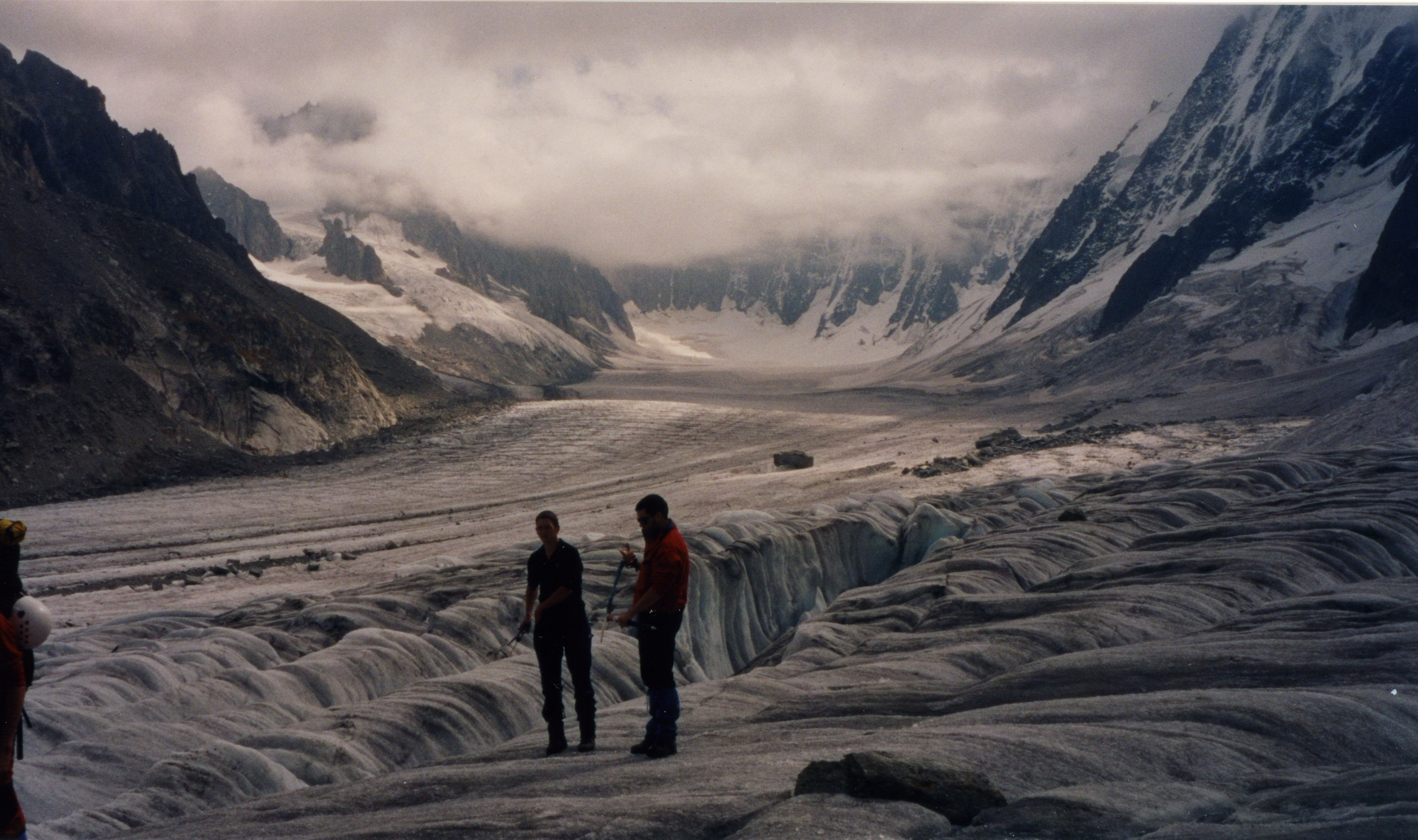
Glaciar de Argentière